# Samengesteld getal
Een samengesteld getal is een positief en geheel getal, dat minstens twee keer door een priemgetal is te delen. Samengestelde getallen zijn dus per definitie geen priemgetal. Alle even getallen groter dan 2 zijn samengestelde getallen en het kleinste samengestelde getal is 4.
Samengestelde getallen zijn bijvoorbeeld:
{\displaystyle 15=3\times 5}
{\displaystyle 49=7\times 7}
{\displaystyle 1332=2^{2}\times 3^{2}\times 37}
Ieder natuurlijk getal groter dan 1 is ofwel een priemgetal of een samengesteld getal. Het natuurlijke getal 14 is bijvoorbeeld een samengesteld getal omdat het door de getallen 2 en 7 is te delen. Wanneer een getal dat het kwadraat is van een ander getal in priemfactoren wordt ontbonden, is het aantal priemgetallen dat daarvoor nodig is een even getal.
Alle samengestelde getallen kleiner dan of gelijk aan 150 zijn (rij A002808 in OEIS):
4, 6, 8, 9, 10, 12, 14, 15, 16, 18, 20, 21, 22, 24, 25, 26, 27, 28, 30, 32, 33, 34, 35, 36, 38, 39, 40, 42, 44, 45, 46, 48, 49, 50, 51, 52, 54, 55, 56, 57, 58, 60, 62, 63, 64, 65, 66, 68, 69, 70, 72, 74, 75, 76, 77, 78, 80, 81, 82, 84, 85, 86, 87, 88, 90, 91, 92, 93, 94, 95, 96, 98, 99, 100, 102, 104, 105, 106, 108, 110, 111, 112, 114, 115, 116, 117, 118, 119, 120, 121, 122, 123, 124, 125, 126, 128, 129, 130, 132, 133, 134, 135, 136, 138, 140, 141, 142, 143, 144, 145, 146, 147, 148, 150
Voor samengestelde getallen {\displaystyle n>4} geldt de identiteit: {\displaystyle (n-1)!{\bmod {n}}=0}. Dit is vergelijkbaar met de stelling van Wilson. Anders: voor samengestelde getallen {\displaystyle n>4} is {\displaystyle (n-1)!} te delen door {\displaystyle n}.
Voor {\displaystyle n=4} geldt dit niet: {\displaystyle (n-1)!{\bmod {4}}=3!{\bmod {4}}=2}. 